# Сегина, Татьяна Александровна
Татьяна Александровна Сегина (род. 20 января 1992 года) — мастер спорта международного класса по стрельбе из лука.

## Карьера
Тренируется у Т. Байдыченко в московском «Динамо».
В 2009 году на чемпионате мира завоевала бронзу в молодёжном командном зачёте.
В 2010 году выиграла бронзу на Юношеских Олимпийских играх в индивидуальном разряде.
На чемпионате Европы 2014 года стала двукратной чемпионкой - в индивидуальном зачёте и миксте.